# Gymnasium in der Taus

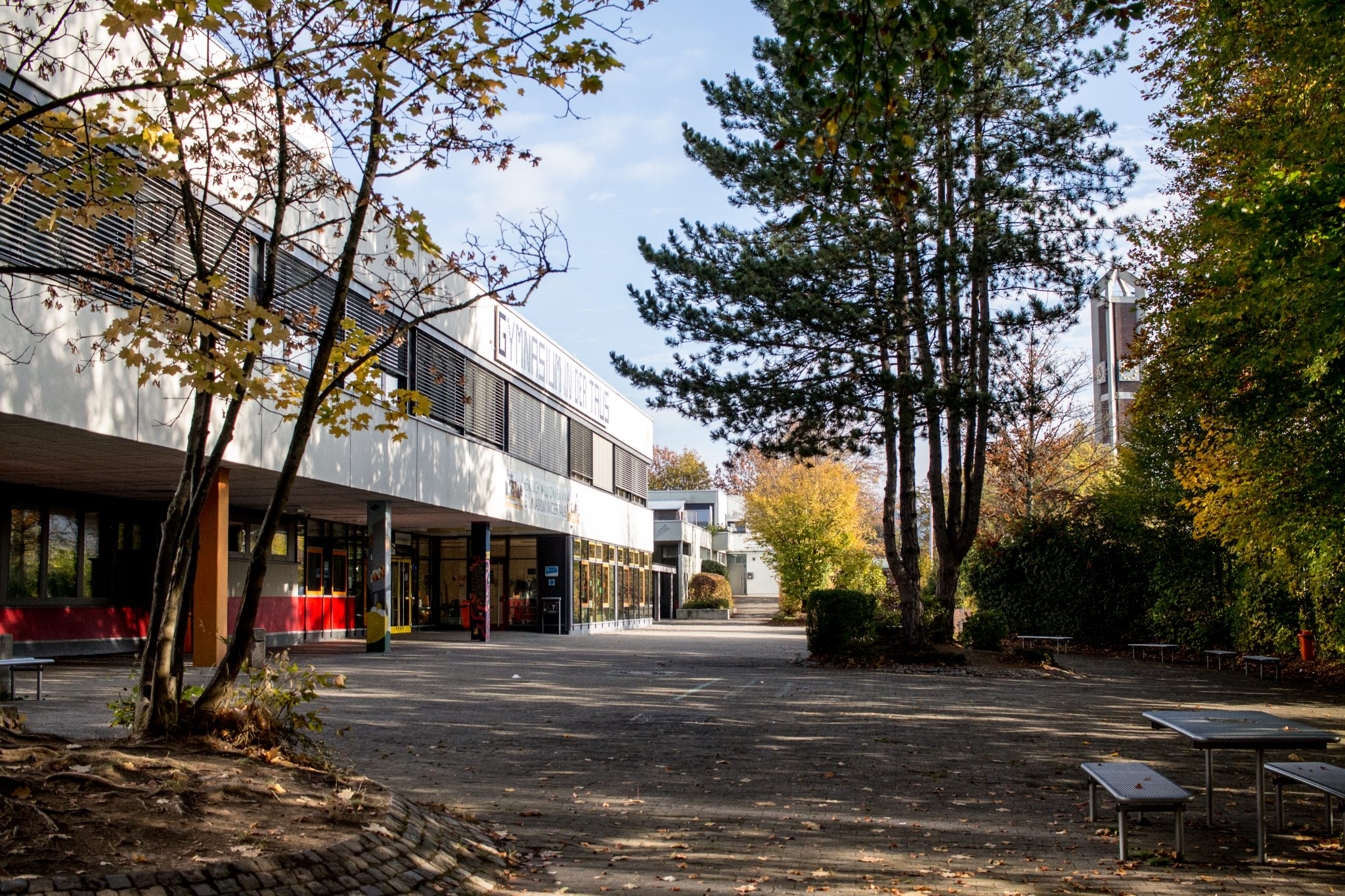
Gymnasium in der Taus (Vorderansicht)

Das Gymnasium in der Taus ist eines von zwei Gymnasien in Backnang sowie das einzige G9-Gymnasium im Rems-Murr-Kreis. Etwa 700 Schüler besuchen die Schule mit Ganztagsangebot.
Es wird ab Klasse 5 Englisch unterrichtet, zu Klasse 6 wird zwischen Französisch und Latein gewählt. Im Zuge der Profilwahl in der 9. Klasse kann außerdem Spanisch als dritte Fremdsprache, NwT (Naturwissenschaften & Technik), IMP (Informatik, Mathematik, Physik) oder Musik als Hauptfach gewählt werden. Es werden verschiedene Schüleraustauschprogramme mit Schulen in Frankreich, England und Spanien unterhalten.
Regelmäßig finden musikalische Darbietungen der Ensembles, des Chores, der Orchester und der Big Band der Schule statt.

## Besondere Prädikate
Das Tausgymnasium erhielt 2019 erstmals das Prädikat „MINT-freundliche Schule“ für seine Schwerpunktsetzung in den Fächern Mathematik, Informatik, Naturwissenschaften und Technik. Poolstunden in Biologie und Chemie und das Profilfach IMP stärken den Stellenwert der MINT-Fächer. Dafür sorgt auch das große AG-Angebot für alle Altersstufen im MINT-Bereich: Aquarien-AG, Science-Club, Formel1-AG, Chemie-AG, Mathe Plus, Repetitorium Mathematik. In diesem Rahmen nehmen Schülerinnen und Schüler jedes Jahr erfolgreich an mehreren Wettbewerben teil (beispielsweise Känguru der Mathematik, Problem des Monats, Landeswettbewerb Mathematik, Internationale Biologieolympiade, Chemie im Alltag, Internationale Physik Olympiade, Bundesweiter Wettbewerb Physik, Jugend forscht, Informatik-Biber).
Das Gymnasium in der Taus wurde im Schuljahr 2019 erstmals zum Pilotprojekt „DELF scolaire B1“ zugelassen, das vom Ministerium für Kultus, Jugend und Sport Baden-Württemberg in Zusammenarbeit mit der französischen Botschaft in Berlin sowie dem Centre International d’Etudes Pédagogiques (CIEP) in Paris durchgeführt wird. Dieses bietet Schülerinnen und Schülern der teilnehmenden 11. Klassen die Möglichkeit, im Rahmen des Französisch-Unterrichts ein lebenslang gültiges, international anerkanntes Sprachdiplom in Französisch zu erwerben.
Für seine besonderen Leistungen bei der Berufswahlvorbereitung erhielt die Schule mehrfach das BoriS-Berufswahl-Siegel als Auszeichnung. Hiermit wurde gewürdigt, dass bei den Projekten zur Berufs- und Studienorientierung der herausragende Austausch zwischen Schule, der Agentur für Arbeit, der Wirtschaft und dem Elternhaus im Vordergrund steht.
Das Tausgymnasium ist seit 2015 Junior Premium Schule, eine Auszeichnung des Instituts der deutschen Wirtschaft Köln für besonderes Engagement bei der ökonomischen Bildung. So nahm die Schule mehr als fünfmal am Junior Projekt im Fach Wirtschaft teil.

## Lage
Das Taus-Gymnasium liegt am nordöstlichen Rand Backnangs. Der Einzugsbereich umfasst sowohl die umliegenden Wohngebiete als auch mehrere Backnanger Nachbargemeinden wie Aspach, Oppenweiler, Weissach im Tal und andere.

## Geschichte
Das Gymnasium konnte im Jahr 2020 auf eine 50-jährige Geschichte zurückblicken, das bestehende Schulgebäude wurde 1974 eingeweiht. Gefeiert wurde coronabedingt erst 2024, doch das Gymnasium gab es schon länger. Im Gymnasium Backnang auf der Maubacher Höhe drängten sich die ersten geburtenstarke Jahrgänge, Ende der 1960er Jahre fast 1300 Schülerinnen und Schüler in dem 1958 errichteten Bau. Damit war es zur größten Schule dieser Art im Regierungsbezirk Nordwürttemberg herangewachsen. Der damalige Schulleiter Rudolf Jaeschke beantragte daher 1969 die Teilung der Schule. Am 9. September 1970 nahm das Progymnasium Backnang mit 293 Schülern in 8 Klassen der Stufen 5 bis 8 seinen Betrieb auf, zunächst verteilt auf Provisorien an drei Standorten. Die Schulleitung hatte Franz Strasser.
Der in zwei Teile mit versetzten Ebenen gegliederte Neubau nach den Plänen des Fellbacher Architekten Jan Beng Oei wurde 1972 begonnen und war in Rekordzeit fertig. Der Einzug konnte am 20. Februar 1974 erfolgen mit nunmehr 664 Schülern.
Das ursprüngliche Gymnasium Backnang erhielt im Dezember 1970 den Namen des Physikers und Nobelpreisträgers Max Born und nannte sich Max-Born-Gymnasium. Parallel dazu stand für das neue, naturwissenschaftlich ausgerichtete Gymnasium als Namenspate Werner Heisenberg im Raum. Doch man entschied sich Ende 1972 für den flurbezogenen Namen Gymnasium in der Taus auch im Hinblick auf das Schulzentrum mit der Tausschule.
Das Gebäude des Gymnasiums war auf 800 Schüler und 24 Klassen ausgelegt. Schon Ende der siebziger Jahre wurden wieder 1200 Schüler gezählt. Ausweichräume fand man zunächst in der Tausschule. Schließlich wurde zwischen den Schulen von der Stadt ein Pavillon mit vier Klassenzimmern errichtet.

## Schulleitung
- Franz Strasser: 1970–1996, † 1998
- Reinhard Ortwein: 1996–2014[9]
- Udo Weisshaar:[9] 2014–

## Ehemalige

### Lehrer
- Walter Döring (* 1954), Politiker

### Schüler
- Roger Nitsch (* 1962), Mediziner
- Jens Weidmann (* 1968), Volkswirt